# تایپ

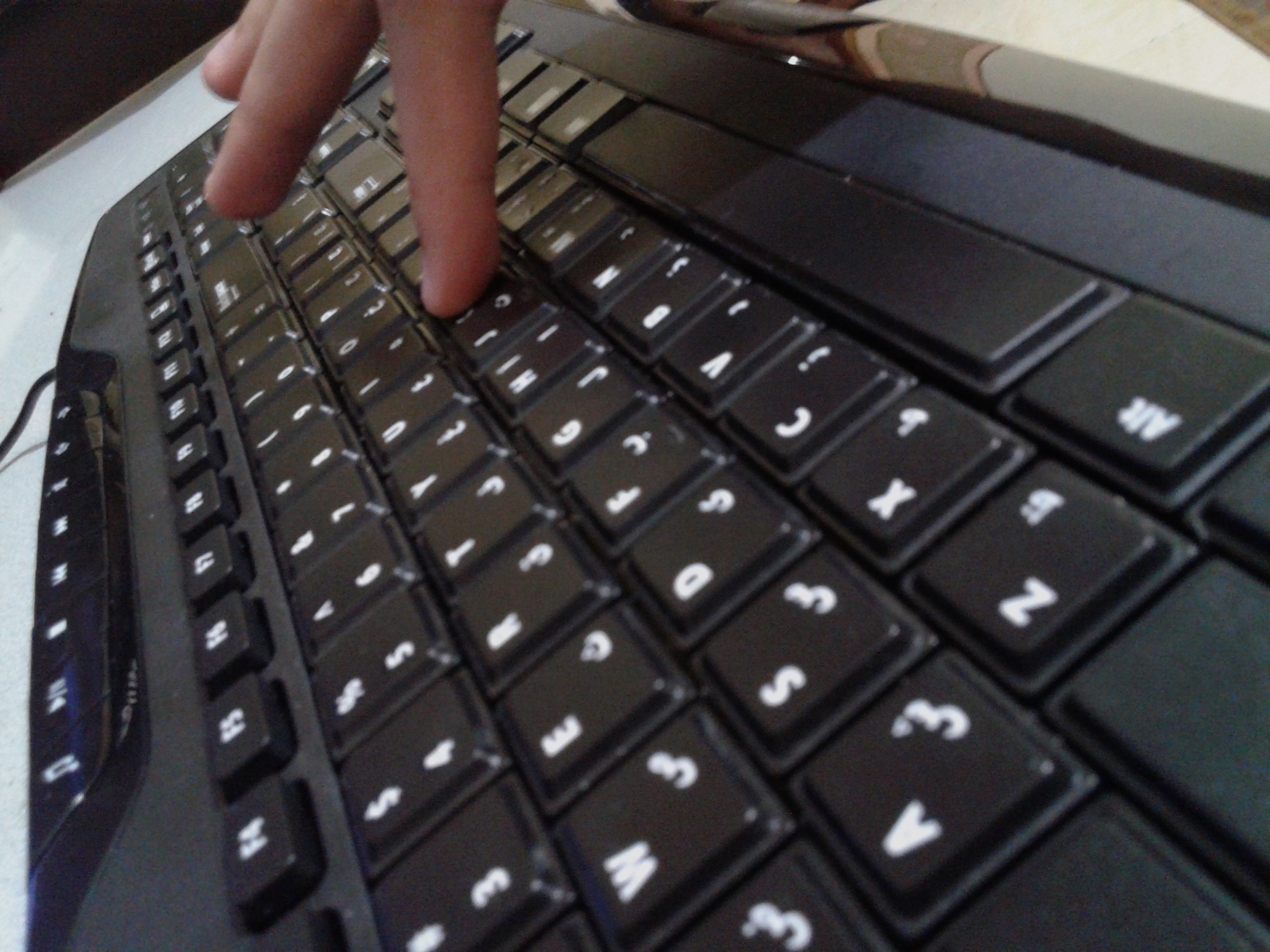
امروزه معمولاً به وسیلهٔ صفحه‌کلید QWERTY تایپ انجام می‌شود.

تایپ یا تایپ کردن به عمل نوشتنی که به وسیلهٔ انگشتان دست و صفحه‌کلید یا هر نوع ماشین‌تحریر صورت می‌پذیرد گفته می‌شود. به دلیل آن که امروزه اغلب اسناد و نوشتارها به صورت الکترونیک است، تایپ اهمیت زیادی دارد؛ چرا که تایپ مهم‌ترین وسیله در راستای نوشتن الکترونیک می‌باشد و متداول‌ترین تایپ به وسیلهٔ صفحه‌کلید «QWERTY» صورت می‌پذیرد. از این رو تسلط بر این صفحه‌کلید اهمیت زیادی دارد که امروزه با یادگیری تایپ ده‌انگشتی این کار را انجام می‌دهند. با یادگیری تایپ ده‌انگشتی شما به‌راحتی و با سرعتی بیش از نوشتن با قلم می‌توانید بنویسید.

## تایپ ده‌انگشتی
به تایپی که در آن هر کلید را تنها یک انگشت می‌فشارد و هر انگشت وظیفهٔ فشردن چند کلید را دارد. تایپ ده‌انگشتی باید بدون نگاه کردن به صفحه‌کلید و رعایت قواعد آن صورت پذیرد.

## ارگونومی
تایپ با رایانهٔ جیبی و همچنین رایانهٔ کیفی و رومیزی علاوه بر وارد آوردن فشار به انگشتان و چشم، سلامت ستون فقرات را نیز به خطر می‌اندازد.